# TTC5
TTC5 (англ. Tetratricopeptide repeat domain 5) – білок, який кодується однойменним геном, розташованим у людей на 14-й хромосомі. Довжина поліпептидного ланцюга білка становить 440 амінокислот, а молекулярна маса — 48 928.
| 10         |  | 20         |  | 30         |  | 40         |  | 50         |
| ---------- |  | ---------- |  | ---------- |  | ---------- |  | ---------- |
| MMADEEEEVK |  | PILQKLQELV |  | DQLYSFRDCY |  | FETHSVEDAG |  | RKQQDVQKEM |
| EKTLQQMEEV |  | VGSVQGKAQV |  | LMLTGKALNV |  | TPDYSPKAEE |  | LLSKAVKLEP |
| ELVEAWNQLG |  | EVYWKKGDVA |  | AAHTCFSGAL |  | THCRNKVSLQ |  | NLSMVLRQLR |
| TDTEDEHSHH |  | VMDSVRQAKL |  | AVQMDVHDGR |  | SWYILGNSYL |  | SLYFSTGQNP |
| KISQQALSAY |  | AQAEKVDRKA |  | SSNPDLHLNR |  | ATLHKYEESY |  | GEALEGFSRA |
| AALDPAWPEP |  | RQREQQLLEF |  | LDRLTSLLES |  | KGKVKTKKLQ |  | SMLGSLRPAH |
| LGPCSDGHYQ |  | SASGQKVTLE |  | LKPLSTLQPG |  | VNSGAVILGK |  | VVFSLTTEEK |
| VPFTFGLVDS |  | DGPCYAVMVY |  | NIVQSWGVLI |  | GDSVAIPEPN |  | LRLHRIQHKG |
| KDYSFSSVRV |  | ETPLLLVVNG |  | KPQGSSSQAV |  | ATVASRPQCE |  |            |

A: Аланін

C: Цистеїн

D: Аспарагінова кислота

E: Глутамінова кислота

F: Фенілаланін

G: Гліцин

H: Гістидин

I: Ізолейцин

K: Лізин

L: Лейцин

M: Метіонін

N: Аспарагін

P: Пролін

Q: Глутамін

R: Аргінін

S: Серин

T: Треонін

V: Валін

W: Триптофан

Кодований геном білок за функцією належить до фосфопротеїнів. 
Задіяний у таких біологічних процесах, як пошкодження ДНК, репарація ДНК. 
Локалізований у цитоплазмі, ядрі.